# Perrie Edwards
Perrie Louise Edwards (South Shields, Tyne and Wear; 10 de julio de 1993) es una cantante, compositora y empresaria  británica. Es una de las integrantes del grupo Little Mix. Junto al grupo, Edwards vendió alrededor de 70 millones de álbumes y sencillos convirtiéndolas en uno de los grupos femeninos con más ventas de la historia.

## Biografía
Perrie Louise Edwards nació el 10 de julio de 1993 y fue criada en el barrio de Whiteleas en South Shields, Tyne y Wear, por sus padres Alexander Edwards y Deborah Duffy. Ella tiene un hermano mayor llamado Jonnie, y una media hermana menor llamada Caitlin Edwards, del lado de su padre. 
Edwards asistió a la escuela primaria Radipole en Weymouth, Dorset antes de mudarse a South Shields. Se graduó de la escuela primaria St. Peter y Paul RC, en South Shields, y asistió a la Universidad Mortimer Community, en South Shields, durante cinco años, donde se destacó tanto en asignaturas académicas como de rendimiento. Edwards se transfirió y graduó de la Universidad Newcastle, donde recibió el diploma BTEC en Artes escénicas.

## Carrera

### The X Factor y Little Mix
En 2011, Perrie audicionó en el reality show The X Factor con el tema «You Oughta Know» de Alanis Morissette. Ella junto con Jesy, Leigh Anne y Jade no lograron pasar la primera fase del campamento. Los jueces decidieron darles una oportunidad en la categoría grupal, donde colocaron a Edwards junto a Jesy en el grupo "Faux Pas" y a Jade y Leigh-Anne en el grupo "Orion". Ninguno de los grupos logró pasar la casa de los jueces. Sin embargo, Kelly Rowland tomó una decisión de último minuto y dos miembros de ambos grupos fueron seleccionados y colocados en un mismo grupo, llamado "Rhythmix" con Tulisa Contostavlos como mentora. Unas semanas después de la competencia, los ejecutivos de X-Factor les advirtieron sobre los derechos de autor del nombre "Rhythmix" y descubrieron que el nombre ya había sido registrado porque se decidió cambiar el nombre del grupo para evitar cualquier confusión con una organización benéfica. En diciembre de 2011, Little Mix se convirtió en la primera banda, en 8 años de competencia en ganar el show, lanzando su primer sencillo «Cannonball», que alcanzó el primer puesto en Reino Unido, Irlanda y Escocia.
En 2012, Little Mix lanzó su primer álbum de estudio, DNA, con su primer sencillo titulado «Wings», el cual logró convertirse en su segundo sencillo número 1 en el Reino Unido, le siguieron los sencillos «DNA», «Change Your Life» y «How Ya Doin'?» junto a la rapera Missy Elliott. El 31 de agosto de 2012, lanzaron su libro autobiográfico "Ready to fly" bajo la editorial HarperCollins. En 2014 lanzan su segundo álbum de estudio, Salute, el cual debutó en el número 4 en el UK Albums Chart y en el número 6 en la lista Billboard 200 en Estados Unidos. El mismo contó con tres sencillos, «Move», «Little Me» y «Salute».
En 2015, Little Mix lanzó su tercer álbum de estudio, Get Weird el cual debutó en el número 6 del UK Albums Chart, convirtiéndose en su tercer álbum en el top 10. El álbum contó con cuatro sencillos, el primero titulado «Black Magic», se convirtió en el tercer sencillo número 1 del grupo en el UK Singles Chart. Los siguientes sencillos fueron «Love Me Like You», «Secret Love Song» junto a Jason Derulo y finalmente «Hair» junto a Sean Paul.
En noviembre de 2016, el grupo lanzó su cuarto álbum de estudio titulado Glory Days convirtiéndose en su primer álbum número 1 en el UK Albums Chart. El álbum contó con cinco sencillos, el primer sencillo titulado «Shout Out to My Ex», se convirtió en el cuarto sencillo número 1 en el Reino Unido del grupo. Le siguieron los sencillos «Touch», «No More Sad Songs», «Power» junto al rapero Stormzy, finalmente «Reggaetón Lento» remix junto al grupo CNCO fue lanzado como parte reedición de su álbum. La gira promocional "The Glory Days Tour" recaudó $42 millones y vendió 810,810 boletos convirtiéndose en una de las giras más rentables por parte de un grupo femenino.
En 2018 lanzaron su quinto álbum titulado LM5 con solo dos sencillos, «Woman Like Me» junto a la rapera Nicki Minaj y «Think About Us» junto al rapero Ty Dolla Sign. Tres días luego del lanzamiento del álbum se anunció la separación con su disquera Syco pasando a formar parte de RCA Records.
El 14 de junio de 2019, Little Mix lanza «Bounce Back» como su primer sencillo bajo RCA Records. En marzo de 2020 lanzan el primer sencillo de su sexto álbum, titulado «Break Up Song».

### Trabajos independientes
En 2019 se anunció que la cantante sería la nueva cara de la marca italiana de calzados Superga, lanzando además una edición especial de zapatillas que diseñó. El 12 de septiembre de 2019 se estrenó el documental de su compañera de grupo titulado Jesy Nelson: Odd One Out para BBC One y BBC Three en el cual Edwards, al igual que Leigh Anne y Jade, compartió su testimonio sobre el acoso en línea vivido por su compañera Nelson que la llevó a que esta sufriera una severa depresión e intento de suicidio.
En febrero de 2020 compartió a través de sus redes sociales que sería la primera embajadora mujer de la marca británica de suplementos "Supreme Nutrition".

## Vida personal

### Relaciones
Comenzó a salir con Zayn Malik, exintegrante de la banda One Direction, en mayo de 2012. La pareja se comprometió en agosto de 2013, pero se separó en agosto de 2015. En febrero de 2017, se confirmó que estaba saliendo con el futbolista profesional Alex Oxlade-Chamberlain. En mayo de 2021 reveló que estaba embarazada. El 21 de agosto de 2021 nació su primer hijo, Axel Oxlade-Chamberlain. El 18 de junio de 2022, Edwards anunció su compromiso con Oxlade-Chamberlain.

### Anosmia y atresia esofágica
Edwards ha compartido que nació con Atresia esofágica, la cual se caracteriza por una falta de continuidad en el trayecto del esófago terminando de forma abrupta, lo que la llevó a que le realizarán varias operaciones que son responsable de una cicatriz biseccional en su estómago. En julio de 2018 compartió por primera vez una serie de fotos de pequeña en el hospital y en la cual agradeció al Servicio Nacional de Salud de Reino Unido por salvar su vida. En agosto de 2018 reveló que requirió una nueva intervención quirúrgica debido a su esófago.
Perrie compartió en diversas entrevistas que nació sin sentido del olfato, lo que se conoce como Anosmia.

### Ansiedad
En abril de 2019, Perrie habló por primera vez, a través de sus redes sociales, de su salud mental y sobre la ansiedad y ataques de pánico que experimentó por años. La cantante habló de su primer ataque de pánico relatando: "El primer ataque de pánico fue tan intenso y abrumador que sentí que estaba teniendo un infarto, estaba tan asustada y confundida y no tenía idea de lo que me estaba pasando". Un mes después habló por primera vez desde que compartió su historia, con la revista Glamour, en la cual admitió que la ansiedad la llevó a penas poder salir de su casa durante 18 meses, lo que la llevó a preocuparse por su vida laboral y personal.

## Otras actividades

### Actividades humanitarias
En diciembre de 2018 Perrie visita junto con Alex la organización "Kind" en Liverpool donde llevaron regalos además de compartir junto a los niños de la organización.
En abril de 2019, Edwards se convirtió en embajadora de la organización británica CoppaFeel! dedicada a la lucha contra el cáncer de mama. En diciembre de 2019 asiste junto a su novio Alex, a la gala benéfica organizada por el jugador de fútbol James Milner en Mánchester dedicada a recaudar dinero destinado a distintas entidades caritativas como "Sociedad Nacional para la Prevención de la Crueldad contra los Niños", "Blood Cancer UK", "Heroes", entre otras.
En mayo de 2020 participó de la campaña "Sofá Series" que busca recaudar £5,000 para la fundación CoppaFeel!, en la misma los donadores podrán ganar una llamada con Edwards de 10 minutos por Zoom. Ese mismo mes habló con el "Instituto de Salud Mental Infantil" sobre la ansiedad, donde brindo ejercicios sobre respiración así como también el uso del método de banda elástica, como parte de la campaña "Prosperamos dentro".

### Composición
En 2015, compuso junto a sus compañeras, Thirlwall, Nelson y Pinnock, así como también los compositores George Astasio, Jason Pebworth, Jon Shave y Maegan Cottone, el sencillo «Pretty Girls» de la cantante estadounidense Britney Spears junto a la rapera Iggy Azalea.

## Filmografía
| Año  | Título                     | Papel      | Notas                      |
| ---- | -------------------------- | ---------- | -------------------------- |
| 2011 | The X Factor UK            | Ella misma | Competición musical        |
| 2019 | Jesy Nelson: 'Odd One Out' | Ella misma | Aparición en el documental |
| 2021 | Little Mix: The Search     | Jurado     | Programa de talento        |

| Año  | Título             | Papel      | Notas        |
| ---- | ------------------ | ---------- | ------------ |
| 2020 | LM5: The Tour Film | Ella misma | Gira musical |

## Discografía

### Extended plays
| Título                       | Detalles                                                                                            |
| ---------------------------- | --------------------------------------------------------------------------------------------------- |
| Apple Music Sessions: Perrie | - Lanzamiento: 12 de julio de 2024 - Discográfica: Columbia - Formatos: Descarga digital, streaming |

### Sencillos
| Título                                                                      | Año  | Posiciones en Listas | Posiciones en Listas | Posiciones en Listas | Posiciones en Listas | Posiciones en Listas | Álbum     |
| Título                                                                      | Año  | UK                   | IRE                  | CRO                  | NZ Hot               | SWE Heat.            | Álbum     |
| --------------------------------------------------------------------------- | ---- | -------------------- | -------------------- | -------------------- | -------------------- | -------------------- | --------- |
| "Forget About Us"                                                           | 2024 | 10                   | 22                   | 38                   | 16                   | 11                   | TBA       |
| "Tears"                                                                     | 2024 | 69                   | —                    | —                    | —                    | —                    | TBA       |
| "You Go Your Way"                                                           | 2024 | 52                   | —                    | —                    | —                    | —                    | TBA       |
| "Christmas Magic"                                                           | 2024 | —                    | —                    | —                    | —                    | —                    | Sin álbum |
| "—" denota que el sencillo no se lanzó o no se posicionó en ese territorio. |      |                      |                      |                      |                      |                      |           |

### Sencillos Promocionales
| "Me, Myself & You"                                                          | 2024 | 22 | TBA |
| "—" denota que el sencillo no se lanzó o no se posicionó en ese territorio. |      |    |     |

### Videos Musicales
| Título            | Director           | Álbum     | Año  | Ref.   |
| ----------------- | ------------------ | --------- | ---- | ------ |
| "Forget About Us" | Jake Nava          | TBA       | 2024 | [ 64 ] |
| "Tears"           | Quentin Jones      | TBA       | 2024 | [ 65 ] |
| "You Go Your Way" | Charlie Di Placido | TBA       | 2024 | [ 66 ] |
| "Christmas Magic" |                    | Sin álbum | 2024 | [ 67 ] |

## Premios y nominaciones
| Año  | Premiación               | Trabajo nominado | Categoría                          | Resultados | Ref.   |
| ---- | ------------------------ | ---------------- | ---------------------------------- | ---------- | ------ |
| 2019 | IHeartRadio Music Awards | Hatchi           | Mascota de un artista más adorable | Nominada   | [ 68 ] |